# Strade del vino

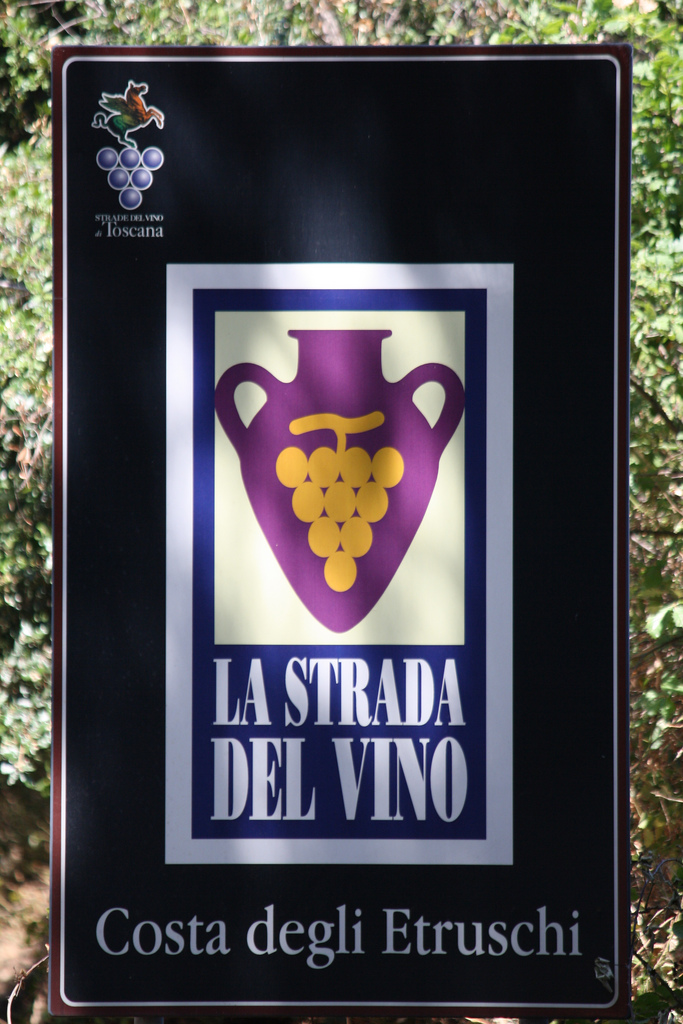

Strade del vino (en français: routes du vin) est une expression qui désigne des itinéraires parcourant les principaux terroirs des régions viticoles italiennes.
Elles sont jalonnées par un système de panneaux d'informations culturelles (œnologiques, historiques...) ainsi que par un réseau de gîte d'étapes (tavernes, caves, agriturismo, écomusées...).
Aujourd'hui en Italie, il existe 142 routes des vins et elles sont réglementées par la loi du 27 juillet 1999.

## Histoire
La première route du vin est née dans la région du Frioul  en 1963. L'ancêtre de toutes les routes du vin fut «inventé» par le marquis Michele Formentini, président de la pro loco de Gorizia. Nommée d'abord Strada del Vino e delle Ciliegie (route du vin et des cerises), elle s'appela ensuite route du Collio.
En fait, le marquis n'avait rien inventé, son idée reposait sur une vieille tradition des gîtes d'étapes ou mansio qui s'enracine probablement dans le proche et important réseau des routes commerciales de l'ancienne colonie latine d'Aquilée.
Toujours dans le Frioul, un édit signé par Marie-Thérèse d'Autriche [Laquelle ?]  permettait aux paysans d'ouvrir - dans leur maison située sur le bord des routes - des débit de vins.
Dans la province de Bolzano, plusieurs appellations de communes sont liées à la route du vin parmi lesquelles: 
- Caldaro sulla Strada del Vino
- Termeno sulla Strada del Vino
- Magrè sulla Strada del Vino
- Cortaccia sulla Strada del Vino
- Cortina sulla Strada del Vino
- Appiano sulla Strada del Vino

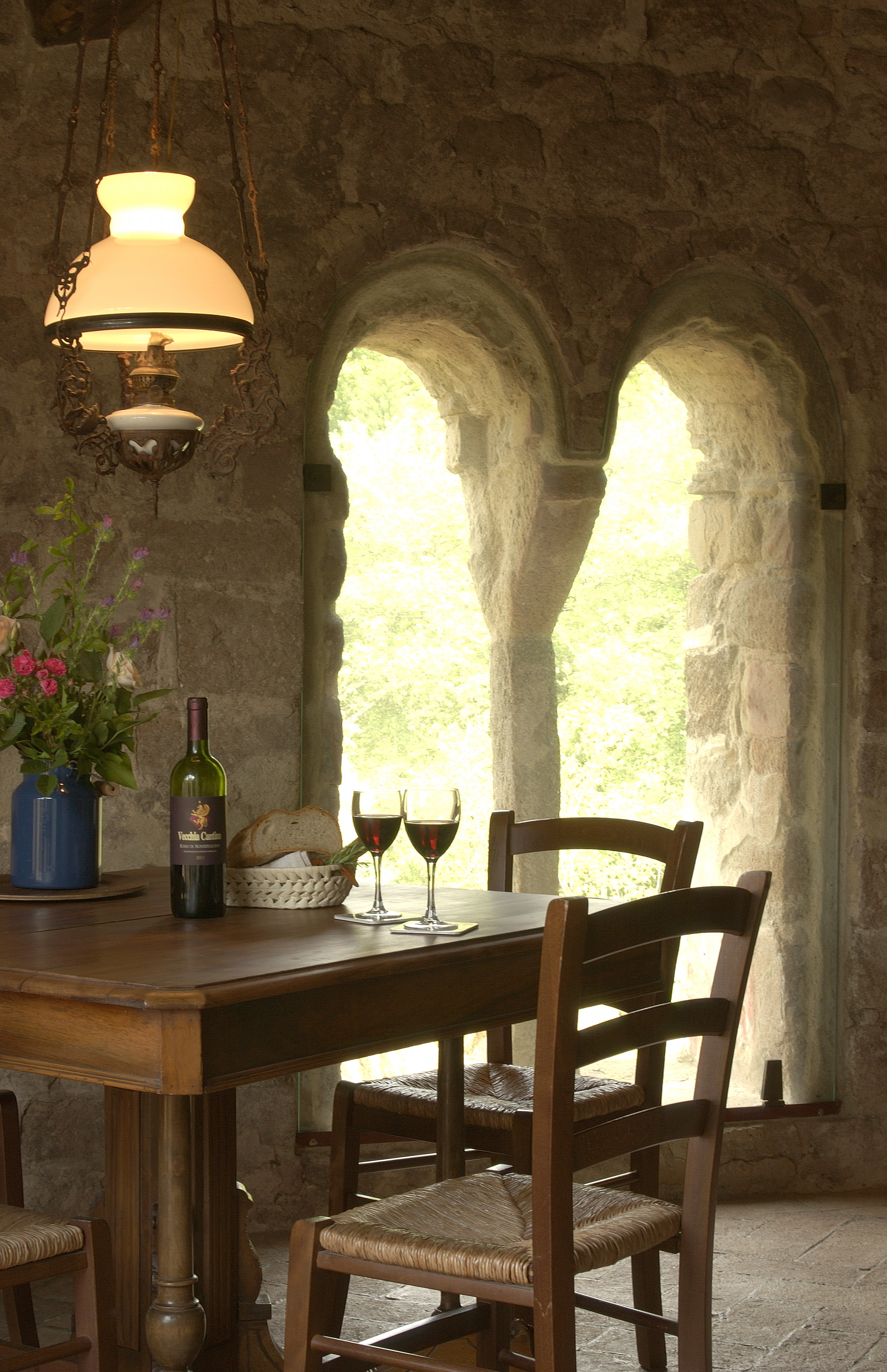
Émotions en Toscane.
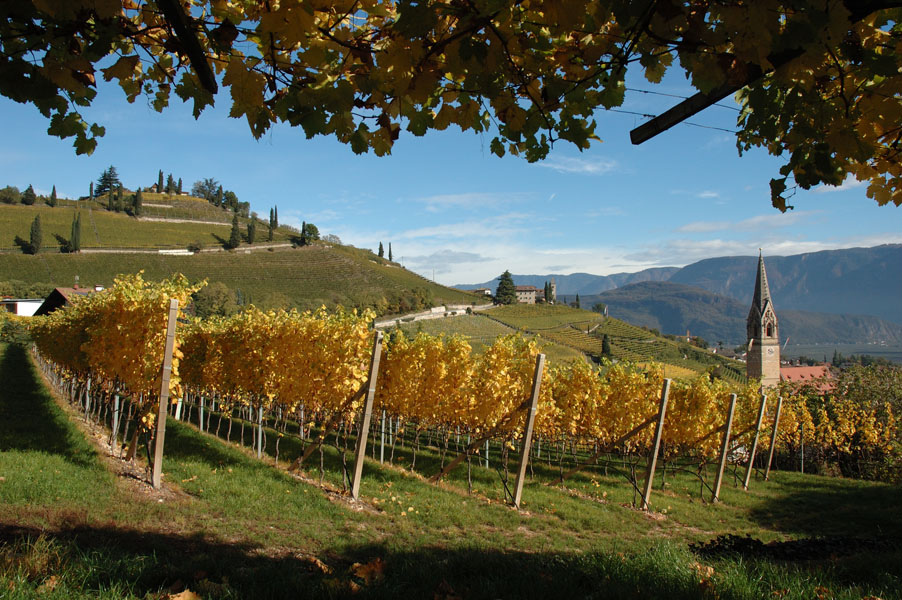
Strada del vino en province de Bolzano.
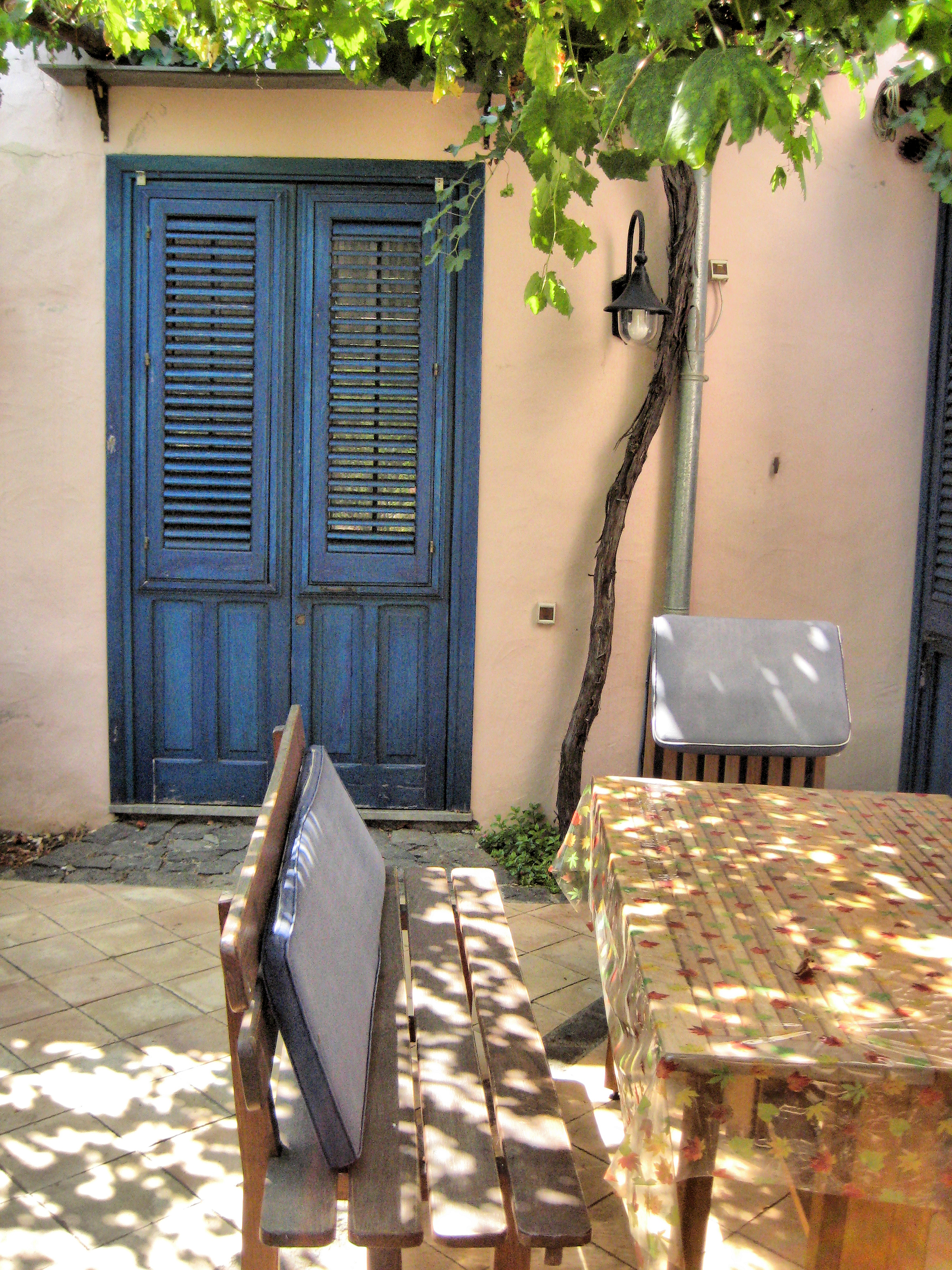
Agriturisme en Ustica.

En décembre 2017, le comité Coordinamento Nazionale delle Strade del Vino, dell’Olio e dei Sapori (Coordination nationale des routes du vin, de l'huile et des saveurs) est créé pour fédérer, entre autres, les routes du vin du pays. Ce comité organise la première conférence internationale des routes du vin en 2022. En 2022, la commune de 1.800 habitants Comune di Montagna en Bassa Atesina a été officiellement renommée Montagna sulla Strada del Vino pour refléter son emplacement sur la route des vins.

## Liste
- Strada del vino Terre Sicane : Route des vins qui remonte des côtes du sud-ouest de la Sicile vers l'intérieur de l'île (Sciacca - Menfi - Sélinonte - Lac Arancio - Contessa Entellina - Santa Margherita di Belice - Montevago)[4].
- Strada del vino de Terrano : Route des vins qui traverse la Frioul-Vénétie Julienne (Zolla - Borgo Grotta Gigante - Trieste - Mont Orsario - baie de Sistiana)[5].

En 2019, la fédération des routes du vin et des saveurs du Piémont est créée, réunissant : la route des vins et des saveurs des collines de Tortone, la route des vins d'Astesana, la route royale des vins de Turin, la route des vins de Barolo la route de Verceil.